# 鍾繼英
鍾繼英（1529年—？），字樂華，號心衢，廣東廣州府東莞縣人，軍籍，明朝政治人物。

## 生平
嘉靖三十七年（1558年）戊午科廣東鄉試第十名舉人。嘉靖四十四年（1565年）考中乙丑科會試第二百四十一名三甲第三十四名進士。之後出任通政司观政、翰林院庶吉士，隆庆元年（1567年）三月出任云南道御史，三年出任南畿学校提督，四年十月养病。万历元年（1573年）後出任南直隶提学，四年九月出任广西提学副使，十一年十二月患病致仕。

## 家族
曾祖鍾永亮；祖父鍾志琛；父鍾本成，號近素。前母黃氏；母劉氏。（子）鳴虞、鳴夏、鳴商、鳴周、鳴魯、鳴齊。